# Jaakko Mäkitalo
Jaakko Mäkitalo (Loimaa, 31 maart 1981) is een golfprofessional uit Finland. Hij speelt op Alastaro Golf.
Mäkitalo werd in 2003 professional. Hij speelde enkele jaren op de ECCO Tour en de Aziatische PGA Tour en is sinds 2003 zes keer op de Tourschool geweest. Zijn beste seizoen was 2008, toen hij twee top-10 plaatsen behaalde. In 2011 won hij met een score van -18 de Stage 1 van de Europese Tourschool. 

## Gewonnen
- 2011: Stage 1 van de Tourschool op GC Bogogno